# Lukas von Steiris
Lukas von Steiris (auch Lukas von Stiris, Lukas von Griechenland, Lukas Thaumaturg, Lukas der Jüngere oder Lukas der Wundertäter) war ein byzantinischer Heiliger des 10. Jahrhunderts, der in den Themen Hellas und Peloponnes lebte. Seine Reliquien werden im von ihm gegründeten Kloster Hosios Lukas aufbewahrt. Die Hauptquelle für Lukas’ Leben ist die Hagiographie Leben eines anonymen Mönchs, der ein Anhänger von ihm war. Sein Festtag wird am 7. Februar begangen, die Übertragung seiner Reliquien am 3. Mai gefeiert. Lukas von Steiris war einer der frühesten Heiligen, die während des Betens levitierend beobachtet wurden.

## Leben

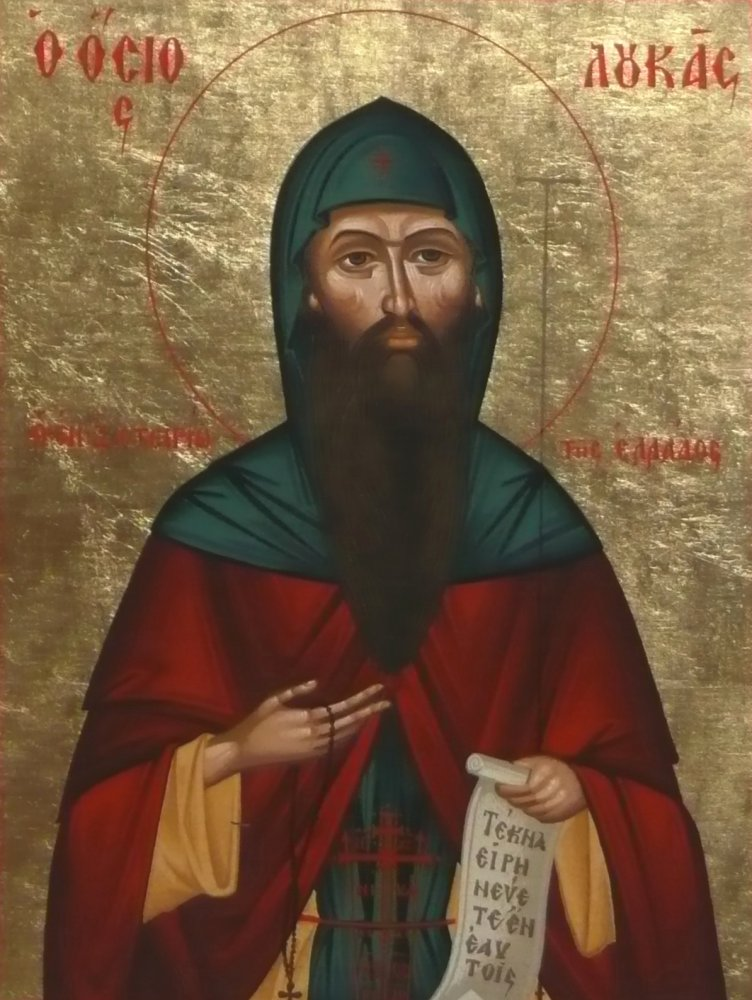
Griechische Ikone

Lukas’ Eltern Stephanos und Euphrosyn waren ursprünglich Bauern auf der Insel Ägina, von der sie beim Einfall der Sarazenen vertrieben wurden. Sie ließen sich zunächst in Thessalien nieder. Lukas wurde als drittes von sieben Kindern im griechischen Dorf Kastoria geboren.
Er lebte schon in jungen Jahren in Askese, wie auch seine Geschwister Kale und Epiphanios. Er aß vegetarisch und gab seine Mahlzeiten, Saatgut und seine eigene Kleidung den Armen. Seine Eltern waren wütend, dass er so viel verschenkte, und machten ihm Vorwürfe. Er betete viel und inbrünstig; seine Mutter beobachtete ihn des Öfteren bei der Levitation während des Gebets.
Nach dem frühen Tod seines Vaters verließ er noch als Kind gegen den Willen seiner Familie sein Elternhaus, um einige Zeit zur inneren Einkehr zu haben. Er wurde aber von Soldaten, die ihn für einen entflohenen Sklaven hielten, gefangen genommen und erst nach der Überprüfung seiner Identität zurück nach Hause verbracht. Als zwei Mönche, die aus Rom kamen, bei der Familie übernachteten, gelang es diesen die Mutter zu überzeugen, dass der nun 14-jährige Lukas in ein Kloster gehen durfte. Die Mönche begleiteten Lukas in ein Kloster in Athen, wo er als Novize aufgenommen wurde. Der Abt des Klosters hatte allerdings bald darauf eine Vision, in der Lukas’ Mutter die Rückkehr ihres Sohnes verlangte, da sie ihn für die Feldarbeit benötigte.
Vier Monate später war auch seine Mutter von Lukas’ Berufung überzeugt und hinderte ihn nicht mehr an seiner Entscheidung für ein religiöses Leben.
Lukas verließ also im Alter von 18 Jahren sein Elternhaus endgültig und baute sich 917 eine Zelle auf dem Berg Ioannitsa (heute: Yanitsa) bei Bansko in Bulgarien, wo eine Cosmas und Damian geweihte Kirche stand. Zwei Mönche auf der Durchreise weihten ihn als Mönch und er versammelte Anhänger um sich. Im Jahr 918 wurde die Gemeinschaft jedoch von bulgarischen Streitkräften vertrieben, woraufhin Lukas entlang der Küste reiste, viele Menschen heilte und anschließend zehn Jahre als Gehilfe eines Säulenstehers in der Nähe von Korinth lebte.

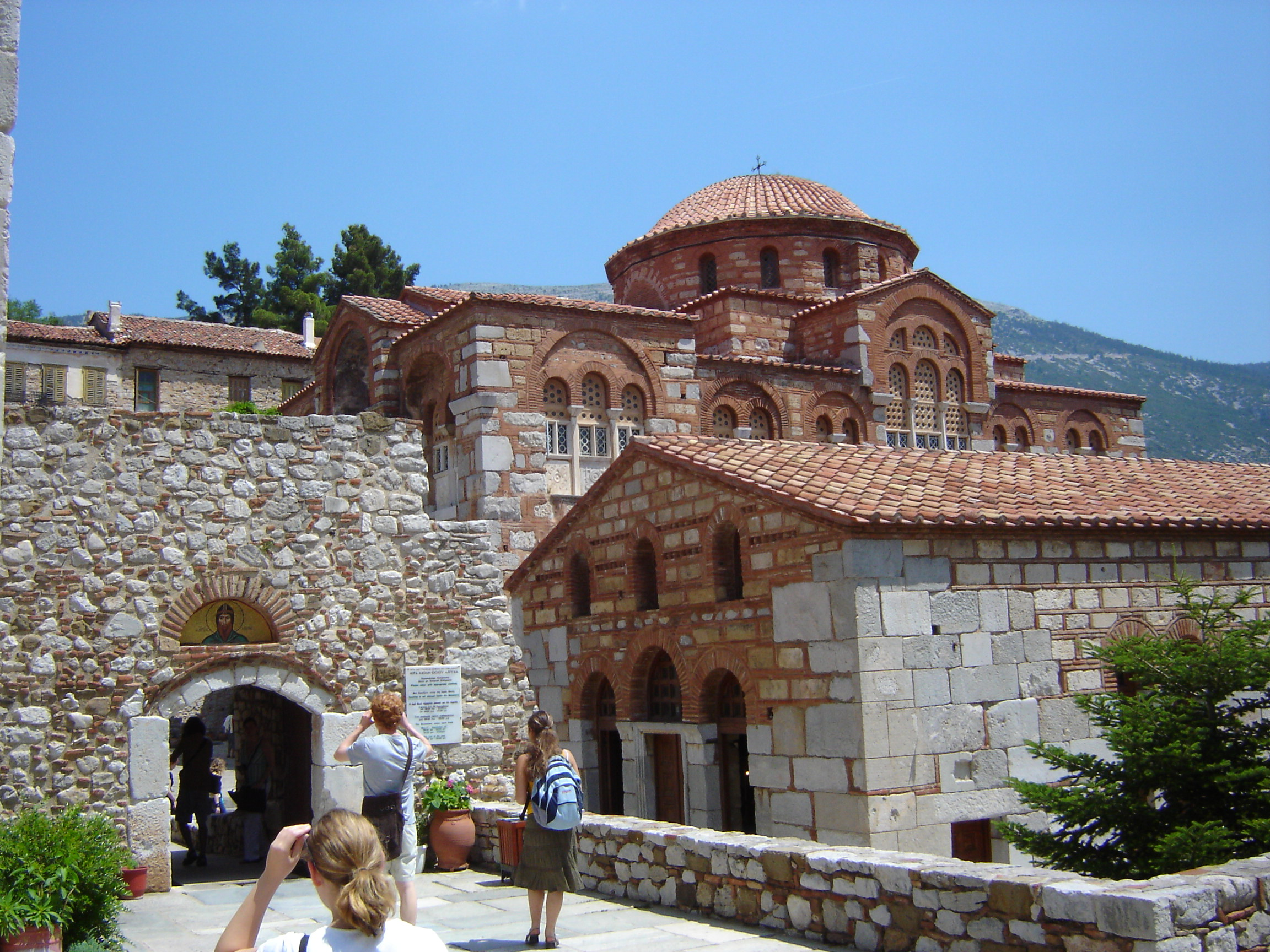
Kloster Hosios Lukas

Um 927 kehrte Lukas zum Berg Ioannitsa zurück, wohin wegen seiner Wundertaten immer mehr Menschen strömten. Diese störten Lukas in seiner Ruhe, weshalb er 940 nach Kalamion bei Antikyra ging. Von dort musste er 943 vor den einfallenden Ungarn auf die trostlose, aride Insel Ampelos in der Bucht von Antikyra fliehen. Im Jahr 946 ließ er sich schließlich bei einer Quelle an der Stelle des heutigen Klosters beim antiken Stiris nahe Distomo nieder, etwa 20 km ostsüdöstlich von Delphi in der Präfektur Böotien. Seine Schwester Kali lebte bereits in der Nähe als Asketin. Er versammelte wieder viele Brüder um sich und errichtete das Kloster, dessen Kirche der heiligen Barbara geweiht war. Er wirkte dort wiederum Wunder und heilte viele Menschen.
Wohl im 11. Jahrhundert entstand über seinem Grab die heutige Hauptkirche des Klosters Hosios Lukas.

## Reliquien
Die Reliquien des heiligen Lukas von Steiris wurden 1204 von Kreuzfahrern bei der Plünderung des Klosters geraubt und zunächst nach Bosnien gebracht, von wo aus sie von Franziskanern vor den Muslimen gerettet und nach Venedig gebracht wurden. Bis zu einer Kardinalssynode im Jahr 1464 nahm man dort an, es handle sich um Reliquien des Evangelisten Lukas.
1986 übergab Papst Johannes Paul II. diese Reliquien einer Delegation um den Erzbischof von Thiva und Livadia. Im Dezember desselben Jahres wurden sie in einem Schrein in der Klosterkirche beigesetzt.

## Legende
Um 940 soll Lukas die Rückeroberung der seinerzeit von den Arabern besetzten Insel Kreta für das Jahr 961 vorhergesagt haben, die in diesem Jahr auch wirklich eintrat.
Als Lukas seinen Tod vorhersah, sperrte er sich in seiner Zelle ein und bereitete sich drei Monate darauf vor. Als ihn seine Mitbrüder fragten, wo er begraben werden wolle, soll Lukas geantwortet haben: „Werft meinen Körper in eine Schlucht, den wilden Tieren zum Fraß.“ Als seine Brüder ihn drängten, diese Anweisung zu ändern, soll er sie angewiesen haben, seinen Leichnam dort zu begraben, wo sie ihn auffinden würden.
Als er starb, soll er seine Augen zum Himmel gerichtet und nach Psalm 31,6  und Lukas 23,46  gesagt haben: „In deine Hände, Herr, befehle ich meinen Geist.“